# Kluntbrotten
Kluntbrotten is een Zweeds eiland behorend tot de Pite-archipel. Het ligt ten zuidoosten van Kluntarna en bestaat voornamelijk uit zand en rots. Het eiland heeft geen oeververbinding en is onbebouwd. 